# ヘンリク・デ・クフャトコフスキ
ヘンリク・デ・クフャトコフスキ（Henryk de Kwiatkowski、1924年2月22日 - 2003年3月17日）は、ポーランド出身のイギリス空軍隊員、航空宇宙工学技師、および馬主。

## 経歴
ヘンリクは1924年に現在のヴィエルコポルスカ県ポズナンで生まれた。当時のポーランドはユゼフ・ピウスツキの興した第二次ポーランド共和国時代で、ヘンリクは15歳のときに第二次世界大戦を経験、侵攻してきたソビエト連邦の赤軍に捕まり、シベリアへと抑留された。
抑留から2年後に脱走を図り、イランを通して南アフリカまで逃げ延びた。1943年3月に戦艦エンプレスオブカナダ号に乗り込んでイングランドへと亡命を図ったが、この艦はイタリア軍の潜水艦によって撃沈されてしまった。しかし幸いにも生き延び、またイギリスへの到達も成功し、後に現地でイギリス空軍に入隊した。
終戦後、ヘンリクは工場勤務の傍らで大学に通い、後の1952年にカナダへと移住、モントリオールにあるプラット・アンド・ホイットニーの工場で働き始めた。1957年にアメリカ合衆国へ移って独立し、ニューヨーク市でデ・クフャトコフスキ・エアクラフト社、およびインターコンチネンタル・エアクラフト社を創立した。同社は民間航空機の販売とリースの仲介を行い、これによってヘンリクは大きな資産を築きあげた。
その有り余る資産は、多数の不動産物件を彼に所有させた。1967年、ヘンリクは知人であるカナダの実業家エドワード・プランケット・テイラーが開発したバハマの「レイフォード・ケイ」という高級リゾート地に邸宅を購入した。彼の所有していた不動産物件はこれ以外にもニューヨークマンハッタンにある高級マンションなどがあった。また絵画の収集の趣味もあり、特に印象派、ポール・ゴーギャンやジョルジュ・ブラック、クロード・モネなどの作品を所有していた。
ヘンリクは2003年にレイフォード・ケイの邸宅で没した。後の2004年にその所有していた物件の総額が試算され、その結果約4500万ドルに相当すると発表されている。
イギリスの作家ジェフリー・アーチャーの著作のひとつに『ケインとアベル』という作品があるが、その主人公のひとりであるアベル・ロフノフスキーは、ヘンリクをモデルにしたとされる。

## 競馬
ヘンリクはかねてよりポロを趣味としており、フロリダ州の名門ポロチームの一員でもあった。
1970年代の中頃よりヘンリクはサラブレッド競走馬の生産に興味を持ち、自身がコネチカット州グリーンウィッチに開設したケネロットステーブルズに繁殖牝馬を持ち込み、およそ60頭近い馬を繋養していた。
このヘンリクの所有馬の中で特に有名な馬がダンジグ（ダンチヒ）である。同馬は怪我によってたった3戦したのみで引退に追い込まれたが、種牡馬として大成功を収めた馬であった。ヘンリクもその産駒をいくつか所有しており、ダンジグコネクションは1986年のベルモントステークスを優勝した。また、1982年のエクリプス賞年度代表馬に選出されたコンキスタドールシエロは彼の所有馬のなかでも最高の競走成績を残した。
また1992年、当時破産したかつての名門牧場カルメットファームの土地770エーカー（3.1平方キロメートル）を購入した。その後1700万ドルをかけて同牧場の主要区画も買い取り、また残った土地とカルメットファームの組織名そのものも買収し、名実ともにカルメットファームの新しい所有者となった。破綻当初は解散もやむなしと考えられていただけに、ヘンリクの行動は同牧場の消滅を防いだ形となり、競馬界から大きな反響を呼んだ。後にチャーチルダウンズ社の広報であるジョン・セシルはヘンリクについて「彼は様々なものを競馬界に齎してきたが、その中でもカルメットファームを（解散から）守ったことは競馬産業の中で永遠に称賛されることだろう」と語っている。
ヘンリクの没後、カルメットファームなどはヘンリクの娘であるArianne de Kwiatkowskiによって相続され、その家族と専門家らによって現在も管理されている。